# 오이시 류헤이
오이시 류헤이(일본어: 大石 竜平, 1997년 1월 21일~)는 일본의 축구 선수이다.

## 구단 경력
그는 2019년 J2리그의 츠바이겐 가나자와에 입단했다. 2023년까지 115경기에 출전하여, 14득점을 넣었다. 2024년 블라우블리츠 아키타로 이적했다.